# Tuần Giáo
Tuần Giáo là một huyện miền núi thuộc tỉnh Điện Biên, Việt Nam.

## Địa lý
Huyện Tuần Giáo nằm ở phía đông tỉnh Điện Biên, huyện lỵ của huyện là thị trấn Tuần Giáo, cách thành phố Điện Biên Phủ 72 km, có vị trí địa lý:
- Phía đông giáp huyện Quỳnh Nhai, tỉnh Sơn La
- Phía tây giáp huyện Mường Chà
- Phía nam giáp huyện Mường Ảng và huyện Thuận Châu, tỉnh Sơn La
- Phía bắc giáp huyện Tủa Chùa.

Huyện Tuần Giáo có diện tích 113.542,27 ha, dân số năm 2022 là 92.321 người.

## Hành chính
Huyện Tuần Giáo có 18 đơn vị hành chính cấp xã trực thuộc, bao gồm thị trấn Tuần Giáo (huyện lỵ) và 18 xã: Chiềng Đông, Chiềng Sinh, Mùn Chung, Mường Khong, Mường Mùn, Mường Thín, Nà Sáy, Nà Tòng, Phình Sáng, Pú Nhung, Pú Xi, Quài Cang, Quài Nưa, Quài Tở, Rạng Đông, Ta Ma, Tênh Phông, Tỏa Tình.
| \| Thị trấn (1) \| \| \| \| \| Tuần Giáo \| 17,22 \| 8.512 \| 494 \| \| Xã (17) \| \| \| \| \| Chiềng Đông \| 38,35 \| 5.813 \| 151 \| \| Chiềng Sinh \| 18,29 \| 5.314 \| 290 \| \| Mùn Chung \| 42,41 \| 4.247 \| 100 \| \| Mường Khong \| 107,17 \| 3.482 \| 32 \| \| Mường Mùn \| 88,90 \| 6.180 \| 69 \| \| Mường Thín \| 61,17 \| 2.976 \| 48 \| \| Nà Sáy \| 31,40 \| 3.098 \| 98 \| \| Nà Tòng \| 37,55 \| 2.843 \| 75 \| \| Phình Sáng \| 88,16 \| 6.042 \| 68 \| \| Pú Nhung \| 64,81 \| 3.745 \| 57 \| \| Pú Xi \| 121,54 \| 3.573 \| 29 \| \| Quài Cang \| 39,13 \| 8.404 \| 214 \| \| Quài Nưa \| 52,17 \| 6.418 \| 123 \| \| Quài Tở \| 60,13 \| 9.306 \| 154 \| \| Rạng Đông \| 38,11 \| 3.997 \| 104 \| \| Ta Ma \| 107,02 \| 4.001 \| 37 \| \| Tênh Phông \| 56,85 \| 1.836 \| 32 \| \| Tỏa Tình \| 65,06 \| 2.534 \| 38 \| \| Toàn huyện \| 1.135,42 \| 92.321 \| 81 \| |                          |                         |                    |
| Nguồn: Niên giám tỉnh Điện Biên năm 2022 |                          |                         |                    |
| Tên | Diện tích năm 2022 (km²) | Dân số năm 2022 (người) | Mật độ (người/km²) |
| Thị trấn (1) |                          |                         |                    |
| Tuần Giáo | 17,22                    | 8.512                   | 494                |
| Xã (17) |                          |                         |                    |
| Chiềng Đông | 38,35                    | 5.813                   | 151                |
| Chiềng Sinh | 18,29                    | 5.314                   | 290                |
| Mùn Chung | 42,41                    | 4.247                   | 100                |
| Mường Khong | 107,17                   | 3.482                   | 32                 |
| Mường Mùn | 88,90                    | 6.180                   | 69                 |
| Mường Thín | 61,17                    | 2.976                   | 48                 |
| Nà Sáy | 31,40                    | 3.098                   | 98                 |
| Nà Tòng | 37,55                    | 2.843                   | 75                 |
| Phình Sáng | 88,16                    | 6.042                   | 68                 |
| Pú Nhung | 64,81                    | 3.745                   | 57                 |
| Pú Xi | 121,54                   | 3.573                   | 29                 |
| Quài Cang | 39,13                    | 8.404                   | 214                |
| Quài Nưa | 52,17                    | 6.418                   | 123                |
| Quài Tở | 60,13                    | 9.306                   | 154                |
| Rạng Đông | 38,11                    | 3.997                   | 104                |
| Ta Ma | 107,02                   | 4.001                   | 37                 |
| Tênh Phông | 56,85                    | 1.836                   | 32                 |
| Tỏa Tình | 65,06                    | 2.534                   | 38                 |
| Toàn huyện | 1.135,42                 | 92.321                  | 81                 |

## Lịch sử
Ngày 27 tháng 3 năm 1916, tổng Tuần Giáo có 3 xã: Mường Khoai (45 bản), Mường Húa (23 bản), Mường Ẳng (15 bản) thuộc châu Điện Biên, tỉnh Lai Châu.
Ngày 20 tháng 11 năm 1952, huyện Tuần Giáo có 8 xã: Phiêng Ta Ma, Phình Sáng, Xá Nhè, Pú Nhung, Toả Tình, Mường Quài, Mường Ẳng, Mường Húa.
Ngày 29 tháng 4 năm 1955, châu Tuần Giáo trực thuộc Khu tự trị Thái – Mèo mới thành lập quản lý.
Ngày 27 tháng 10 năm 1962, Quốc hội ban hành Nghị quyết tái lập tỉnh Lai Châu từ một phần của Khu tự trị Thái – Mèo và huyện Tuần Giáo thuộc tỉnh Lai Châu có 20 xã: Nà Sáy, Mường Đăng, Mường Ẳng, Búng Lao, Lịch Lạn, Mường Báng, Mường Đun, Quài Tở, Quài Nưa, Mường Thín, Quài Cang, Chiềng Sinh, Mường Mùn, Mùn Chung, Pú Nhung, Toả Tình, Phiêng Ta Ma, Phình Sáng, Xá Nhè, Liên Hiệp.
Sau năm 1954, huyện Tuần Giáo bao gồm thị trấn Nông trường Mường Ẳng và 20 xã: Búng Lao, Chiềng Sinh, Mùn Chung, Mường Ẳng, Mường Báng, Mường Đăng, Mường Đun, Mường Lạn, Mường Mùn, Mường Thín, Nà Sáy, Phình Sáng, Pú Nhung, Quài Cang, Quài Nưa, Quài Tở, Xá Nhè, Ta Ma, Tênh Phong, Tỏa Tình.
Ngày 7 tháng 4 năm 1965, thành lập thị trấn Tuần Giáo (thị trấn huyện lỵ huyện Tuần Giáo) trên cơ sở một phần diện tích và dân số của xã Quài Cang.
Ngày 30 tháng 3 năm 1967, chia xã Mường Ẳng thành 3 xã: Ẳng Cang, Ẳng Nưa và Ẳng Tở.
Ngày 2 tháng 11 năm 1967, Bộ Nội vụ ban hành Quyết định số 424-NV về việc đổi tên xã Liên Hiệp thành xã Tênh Phông.
Năm 1968, huyện Tuần Giáo có 22 xã: Ẳng Cang, Ẳng Nưa, Ẳng Tở, Búng Lao, Mường Lạn, Chiềng Sinh, Mường Thín, Quài Tở, Quài Nưa, Quài Cang, Mùn Chung, Toả Tình, Mường Mùn, Xá Nhè, Pú Nhung, Ta Ma, Phình Sáng, Nà Sáy, Mường Đăng, Mường Báng, Mường Đun, Tênh Phông và thị trấn Tuần Giáo.
Ngày 19 tháng 3 năm 1969, Bộ Nội vụ ban hành Quyết định số 143-NV về việc thành lập thị trấn Nông trường Mường Ẳng.
Ngày 15 tháng 12 năm 1977, chuyển 3 xã Mường Báng, Mường Đun và Xá Nhè về huyện Tủa Chùa quản lý.
Ngày 26 tháng 5 năm 1997, giải thể thị trấn Nông trường Mường Ẳng và thành lập thị trấn Mường Ẳng trên cơ sở 502 ha diện tích tự nhiên và 2.900 người của xã Ẳng Nưa.
Ngày 26 tháng 11 năm 2003, huyện Tuần Giáo thuộc tỉnh Điện Biên mới được thành lập, bao gồm 2 thị trấn: Tuần Giáo (huyện lỵ), Mường Ẳng và 19 xã: Chiềng Sinh, Mường Mùn, Mường Thín, Nà Sáy, Phình Sáng, Pú Nhung, Quài Cang, Quài Nưa, Quài Tở, Ta Ma, Tênh Phông, Tỏa Tình, Mùn Chung, Ảng Cang, Ảng Nưa, Ảng Tở, Búng Lao, Mường Đăng, Mường Lạn.
Ngày 14 tháng 11 năm 2006, Chính phủ ban hành Nghị định số 135/NĐ-CP. Theo đó:
- Thành lập xã Xuân Lao trên cơ sở 5.478,05 ha diện tích tự nhiên và 4.079 người của xã Búng Lao
- Thành lập xã Nặm Lịch trên cơ sở điều chỉnh 3.582 ha diện tích tự nhiên và 2.307 người của xã Mường Lạn.
- Thành lập xã Ngối Cáy trên cơ sở điều chỉnh 5.237,22 ha diện tích tự nhiên và 2.585 người của xã Mường Đăng
- Điều chỉnh 138,30 ha diện tích tự nhiên và 465 người của xã Ẳng Cang; 2,604 ha diện tích tự nhiên và 58 người của xã Ẳng Nưa về thị trấn Mường Ẳng quản lý và đổi tên thị trấn Mường Ẳng thành thị trấn Mường Ảng
- Thành lập huyện Mường Ảng trên cơ sở điều chỉnh 44.320,35 ha diện tích tự nhiên và 37.077 người thuộc thị trấn Mường Ảng và 9 xã: Ẳng Cang, Ẳng Nưa, Ẳng Tở, Búng Lao, Mường Lạn, Mường Đăng, Xuân Lao, Nặm Lịch, Ngối Cáy của huyện Tuần Giáo.

Huyện Tuần Giáo còn lại còn lại 113.629,45 ha diện tích tự nhiên và 71.423 người, bao gồm thị trấn Tuần Giáo và 13 xã: Chiềng Sinh, Mùn Chung, Mường Mùn, Mường Thín, Nà Sáy, Phình Sáng, Pú Nhung, Quài Cang, Quài Nưa, Quài Tở, Ta Ma, Tênh Phông, Tỏa Tình.
Ngày 25 tháng 8 năm 2012, Chính phủ ban hành Nghị quyết số 45/NQ-CP. Theo đó:
- Thành lập xã Nà Tòng trên cơ sở 3.755 ha diện tích tự nhiên và 2.264 người của xã Mùn Chung
- Thành lập xã Pú Xi trên cơ sở 12.212,11 ha diện tích tự nhiên và 2.351 người của xã Mường Mùn
- Thành lập xã Rạng Đông trên cơ sở 3.902,0 ha diện tích tự nhiên và 3.220 người của xã Phình Sáng
- Thành lập xã Chiềng Đông trên cơ sở 3.898,0 ha diện tích tự nhiên và 4.997 người của xã Chiềng Sinh
- Thành lập xã Mường Khong trên cơ sở 10.716,81 ha diện tích tự nhiên và 2.866 người của xã Nà Sáy.

Huyện Tuần Giáo có 1 thị trấn và 18 xã như hiện nay.